# Valenciennes

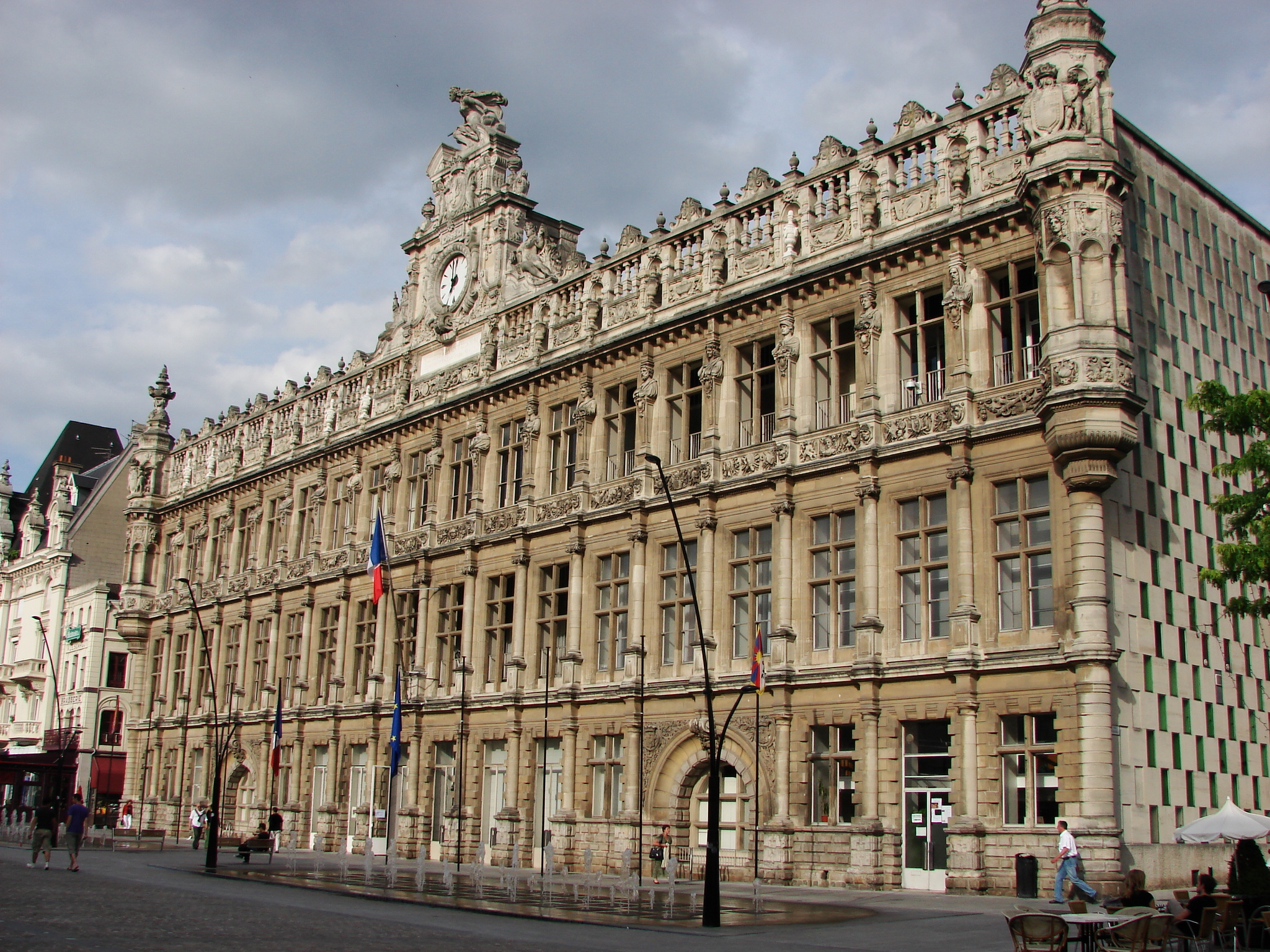
Ratusz w Valenciennes

Valenciennes (wymowaⓘ [valɑ̃ˈsjɛn]) – miasto na północy Francji leżące w rejonie Hauts-de-France w departamencie Nord, liczące około 40 tys. mieszkańców (zespół miejski zamieszkany jest przez około 337 tys. mieszkańców).

## Komunikacja
Miasto dysponuje dobrym połączeniem z całą Francją, ale też z Belgią. W głąb Francji można dojechać pociągami linii SNCF, które obsługiwane są taborem TGV. Miasto posiada połączenie autostradą z Paryżem oraz z Brukselą.

## Miasto
W centrum Valenciennes znajduje rynek z otaczającymi go kamienicami oraz Ratuszem (fr. l'Hôtel de ville) pochodzącym z XVIII wieku. Przed ratuszem znajdują się fontanny. Co około 15 sekund zmieniają sposób wystrzelenia wody. Na środku rynku usytuowana jest iglica mająca 45 metrów wysokości, wybudowana w 2007 roku. Na rynku znajduje się także galeria handlowa oraz wiele kawiarenek.

## Kultura i sztuka
Valenciennes słynęło z artystów, których przykładami mogą być rzeźbiarz Jean-Baptiste Carpeaux, malarz Jean-Baptiste van Mour oraz malarz rokoka Jean Antoine Watteau. Na ich cześć otworzono w mieście muzeum sztuki i historii miasta.
W 1782 r. w mieście została założona Akademia Malarstwa i Rzeźby (fr. L'Académie de peinture et de sculpture), funkcjonująca dziś pod nazwą Szkoły Wyższej Sztuki i Wzornictwa (fr. L'École supérieure d'art et de design de Valenciennes, też ESAD Valenciennes). Wśród jej studentów, oprócz wymienionego wyżej J.-B. Carpeaux, było wielu znanych malarzy, rzeźbiarzy i architektów, m.in. Eugène Damas, Henri Lemaire, Paul Lemagny, Paul-Franz Namur i Alexandre Denis Abel de Pujol. Przez krótki czas tuż po II wojnie światowej uczęszczał tu na zajęcia Józef Gielniak, wybitny polski grafik.

## Zatrudnienie
Valenciennes to dobrze rozwinięte miasto przemysłowe. Znajdują się tu zakłady firmy Toyota. W roku 2001 Toyota uruchomiła produkcję modelu Toyota Yaris oraz w późniejszym czasie Toyota Aygo. Fabryka zatrudnia około 3 tys. pracowników. Rocznie z taśm zjeżdża 150 tys. nowych samochodów. Otworzenie fabryki Toyoty przyciągnęło do Valenciennes nowych inwestorów.

## Sport
W Valenciennes znajduje się klub sportowy Valenciennes FC. Klub ten usytuowany jest na górze imienia Charlesa Nugessera. FC Valenciennes występuje w Ligue 1. Sponsorem VACF są Toyota oraz Sita Suez. Znanymi piłkarzami VAFC są Roger Milla oraz Jean-Pierre Papin.

## Miasta partnerskie
- – Agrigento (Sycylia, Włochy)
- – Düren (Niemcy)
- – Gliwice (Polska)
- – Medway (Wielka Brytania)
- – Moskwa (Rosja)
- – Nacka (Szwecja)
- – Óbuda (Węgry)
- – Salgótarján (Węgry)
- – Yichang (Chiny)